# Дніпровський художній музей
Дніпровський художній музей  — музей образотворчого мистецтва в місті Дніпро. В колекції музею майже 9 тисяч творів живопису, графіки, скульптури і предметів декоративно-прикладного мистецтва XVI—XXI століть.

## Історія
Ідея відкриття Художнього музею у місті виникла на початку XX століття. 1903 року місцеві художники влаштували у Потьомкінському палаці виставку власних творів, яка «мала за мету задовольнити естетичні потреби місцевого товариства і частково переслідувався чисто практичний бік — покласти початок художньому музею» (з праць Катеринославського наукового товариства). Експоновані на виставці роботи малярів В. О. Корнієнка, І. Г. Горбоносова, І. Д. Євсевського, П. І. Порубаєва, С. І. Піскарьова й стали першими експонатами майбутнього музею.
Засновники закладу, художники О. Лукашевич, М. Моргунов, І. Горбоносов, у пошуках експонатів зверталися до колег-малярів, різних об'єднань художників, колекціонерів, Імператорської Академії мистецтв. 27 квітня (за старим стилем) 1914 року відкрито Катеринославську міську картинну галерею, яка у 1922 році отримала назву Катеринославського державного художнього музею.
У 1936 році художній музей переселився в будинок на вулиці Шевченка,21, де на першому поверсі містився землевпорядний технікум.
Під час Другої світової війни основне зібрання музею збереглося, ті експонати, що залишилися в окупованому місті, врятували працівники музею (приховали в підвальних приміщеннях). Частина експонатів художнього музею загинула внаслідок попадання в будинок снаряда. Після війни художній музей відбудували, а експозицію відновили.
Нині у фондах Дніпровського художнього музею — майже 9 тисяч експонатів.
У ДХМ представлено колекцію російського, українського й західноєвропейського мистецтва XVII — початку ХХ століть (ікони, парсуни, народні картини, портрети, краєвиди, жанрові картини), радянського й сучасного українського мистецтва.
Найвдалішим придбанням Фондово-закупівельної комісії було придбання у 1967 стародавньої картини на невеликій дерев'яній дошці та двох офортів. З офортами було простіше, і їх розпізнали як твори Рембрандта. Розколоту надвоє дошку реставрували, а її поверхню почистили у 1976. На розчищеній поверхні знайдений підпис і дата — 1630. За попередніми даними твір може належати пензлю Рембрандта раннього періоду творчості. Картина — (портрет-погруддя) з зображенням молодої жінки з перлами.

## Експозиція і фонди
Музей має 3 поверхи: на 2-му розміщено постійну експозицію, на 1-му та 3-му поверхах влаштовуються тимчасові виставки творів з фондів ДХМ та інших музеїв України, сучасних художників і фотографів, проходять музичні вечори.
У восьми залах постійної експозиції (2-й поверх) репрезентовано твори українського, російського та західноєвропейського мистецтва XVII — початку XX століття.
Зокрема, в експозиції представлені:
- присамарські парні шлюбні ікони Христос-Вседержитель і Богоматір, початок XIX ст.
- Невідомий художник. Портрет попаді Креміянської, 80-ті роки XVIII ст.
- українські народні картини «Гопак» і «Гапка», кінець XVIII — початок XIX століть.
- Боровиковський Володимир Лукич. Портрет полковника Павла Руденка (1778)
- Йоганн Баптист Лампі старший. Портрет Катерини ІІ (1793)
- Янош Ромбауер. Портрет графині Кутайсової (1820)
- Джордж Доу. Портрет Наталі Зубової (1823)
- Айвазовський Іван Костянтинович. Фінська затока (1848)
- Ґе Микола Миколайович. Портрет О. М. Забелло (1860-ті)
- Ґе Микола Миколайович. Портрет письменника Герцена
- Башкирцева Марія Костянтинівна. У студії. Майстерня Жуліана (1881)
- Куїнджі Архип Іванович. Після грози (1887)
- Левченко Петро Олексійович. Вулиця (1890-ті)
- Васильківський Сергій Іванович. Захід сонця в степу (1900-ті)
- Рєпін Ілля Юхимович. Портрет банкіра Камінки (1908)
- Левицький Дмитро Григорович
- Левітан Ісаак Ілліч. Іллюмінація Кремля
- Полєнов Василь Дмитрович
- Соколов Іван Іванович. Діти на пасіці
- Мурашко Олександр Олександрович. Дівчина (~1906)
- Маковський Володимир Єгорович. Ярмарок у Полтаві (1885—1910)
- Сєров Валентин Олександрович. Портрет Маргарити Кирилівни Морозової (1910)
- Коровін Костянтин Олексійович. На балконі. Вечір у Сімферополі (1915)
- Архипов Абрам Юхимович. Вечір (1913—1914)
- Коровін Костянтин Олексійович. Портрет Н. Комаровської
- Грабар Ігор Емануїлович. Натюрморт (1914)
- Григор'єв Борис Дмитрович. Дама в чорному (1917)
- Бурлюк Давид Давидович. Час. Колаж (1918)
- Васильківський С.І. "Краєвид"
- Нілус П.О. "У кав'ярні"
- Дубовський М.Н. "Вечір в Україні"[1]

До колекції ДХМ входить унікальна збірка творів художника-символіста Михайла Сапожникова, котрий певний час мешкав і працював у Павлограді Катеринославської губернії, а останні роки життя — у Катеринославі.
У фондах Дніпровського художнього музею зберігаються твори І. І. Шишкіна, М. М. Фешина, Л. С. Бакста, О. М. Бенуа, А. Лентулова, М. Пимоненка тощо, радянських художників — М. Самокиша, Б. Іогансона, П. Кончаловського, А. Рилова, І. Шадра, М. Андрєєва, С. Герасимова, Ю. Пименова, Л. Петкявічюса, Кукриніксів, В. Задорожного, В. Пузиркова, В. Бородая, В. Касіяна, М. Глущенка, Ф. Захарова, Т. Яблонської та ін.
Є збірки провідних майстрів Дніпропетровщини — Георгія Чернявського, Михайла Кокіна, Миколи Родзіна, Марії Котляревської, В. Матюшенка, А. Потапенка, В. Гречаного, Л. Антонюка, Володимира Городиського.
Окрім того, фонди музею налічують понад 1,5 тисячі творів декоративно-прикладного мистецтва XVI–XXI століть — репрезентовано роботи всіх художніх центрів України: кераміка Опішні, вишивка й ткацтво Решетилівки, гутне скло Львівської фабрики. Колекцію декоративно-прикладного мистецтва ДХМ доповнює західноєвропейська порцеляна: Мейсенська, Серврська, Копенгагенська, Берлінська, Данська.
Особливе місце у музейній колекції посідають твори славетних майстрів петриківського декоративного розпису: Т. Я. Пати, Н. А. Білокінь, В. І. Соколенка, Ф. С. Панка.

## Експозиція

Музейні експонати
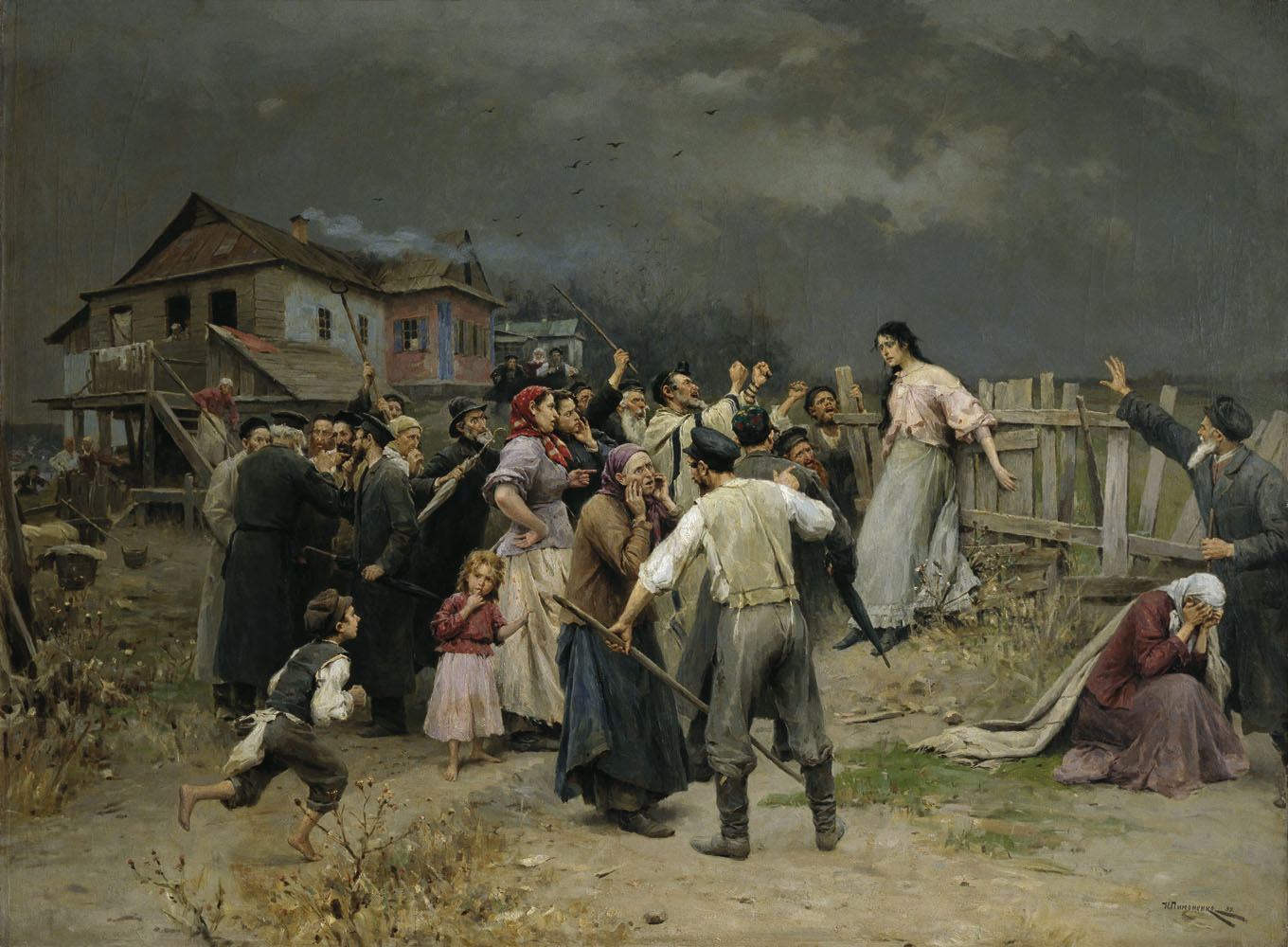
Микола Пимоненко. Жертва фанатизму
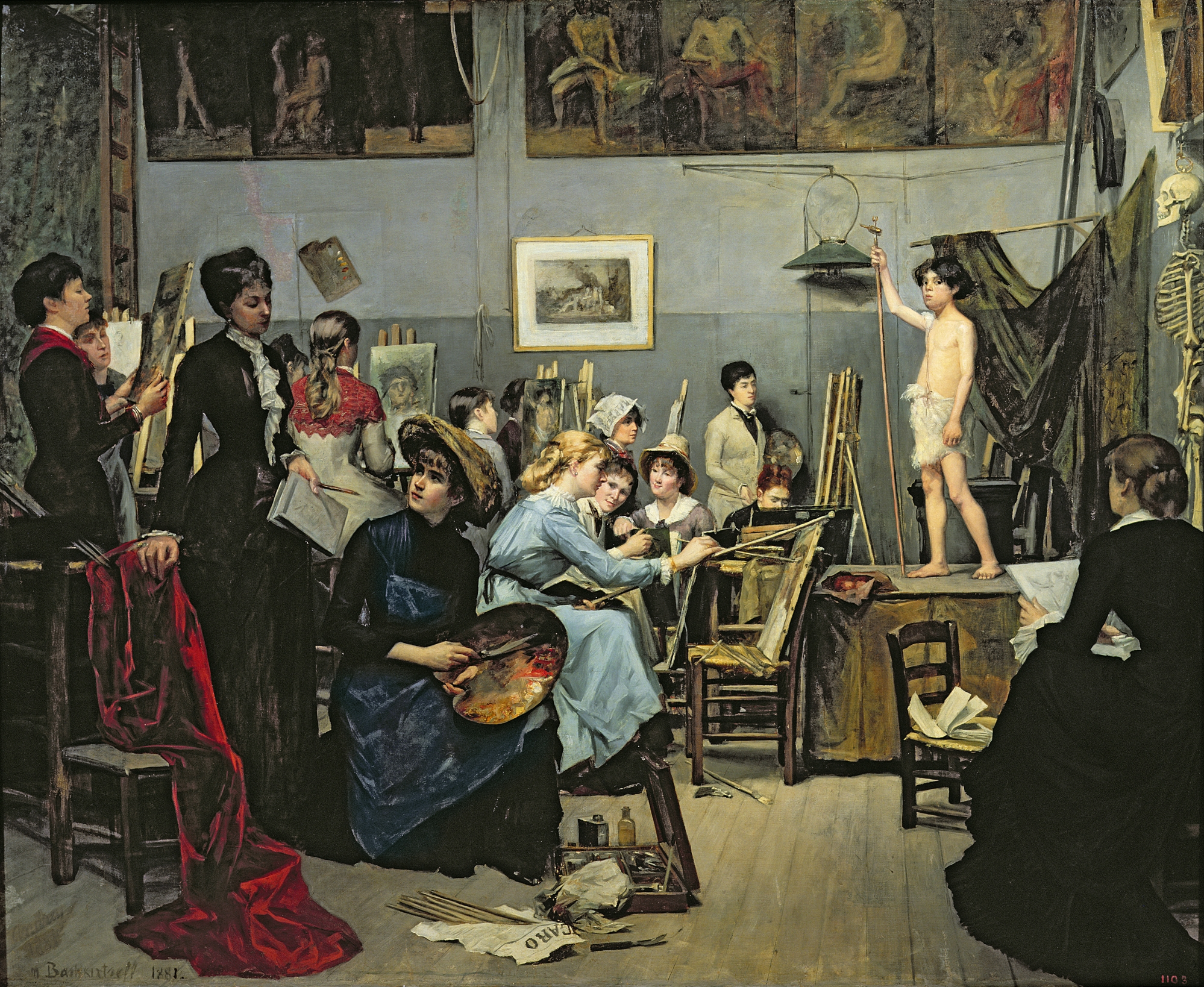
Марія Башкирцева. «В художній студії Жульєна»
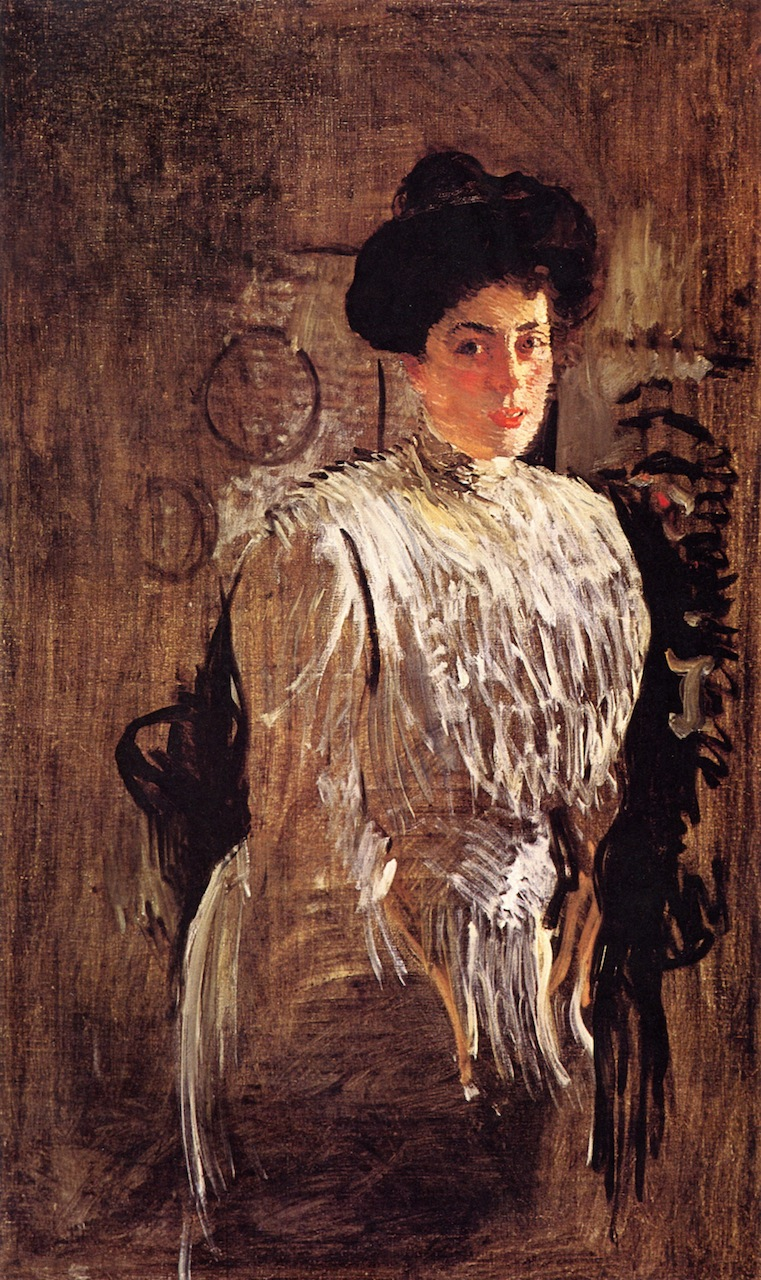
Валентин Сєров. «Маргарита Морозова» (1910)
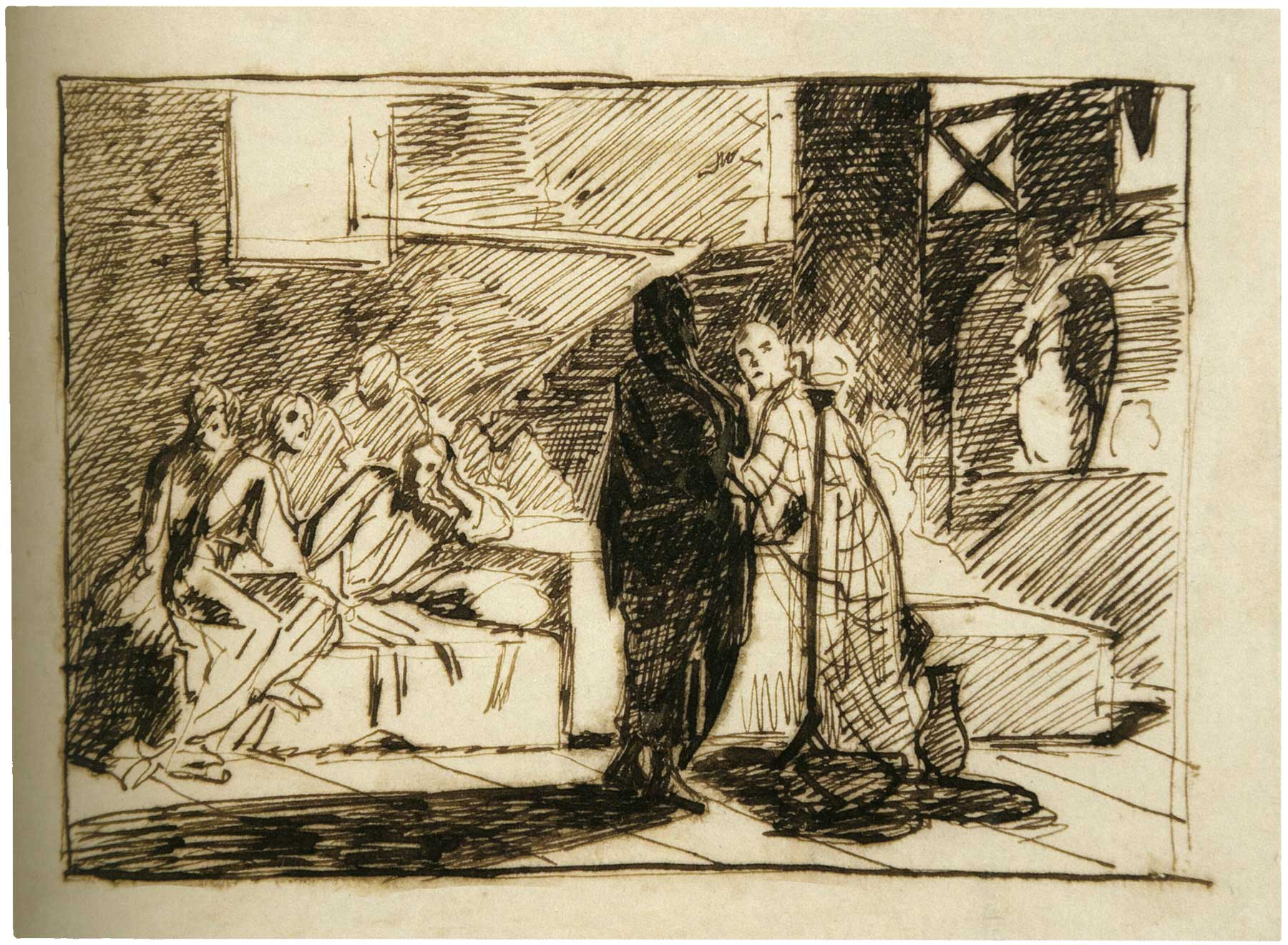
Микола Ге. Малюнок до композиції «Таємна вечеря» (1862)
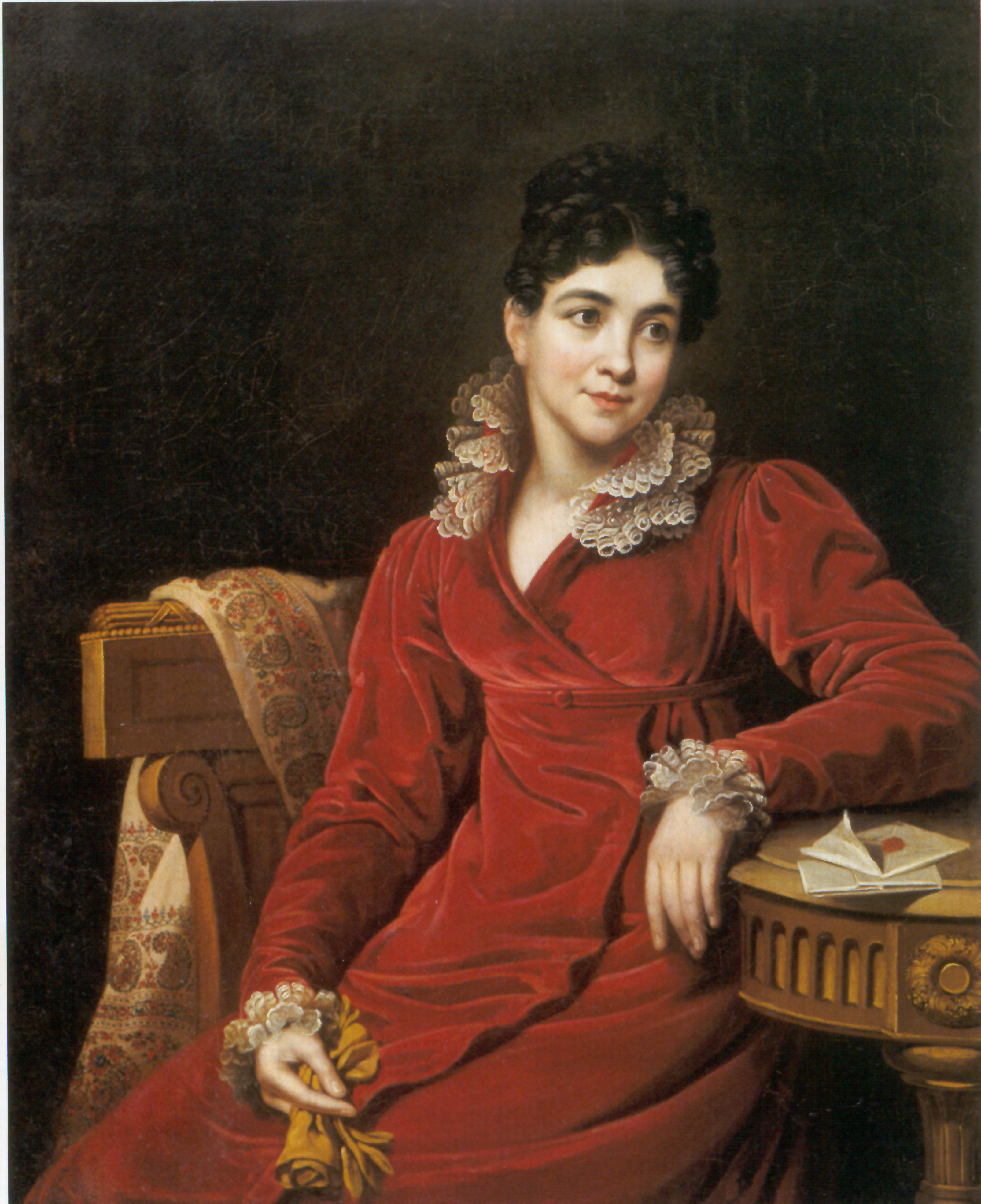
Янош Ромбауер. «Портрет Кутайсової»
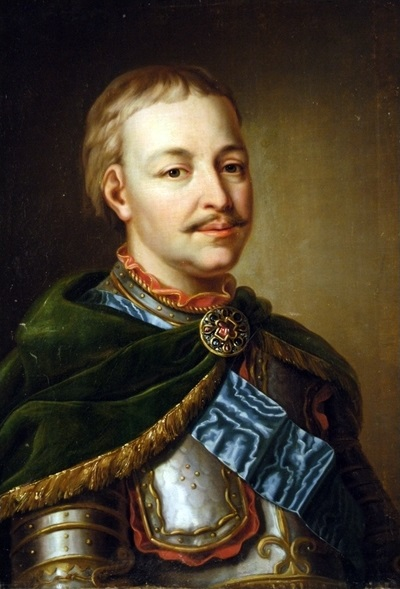
Портрет Івана Мазепи, XIX ст.

## Галерея

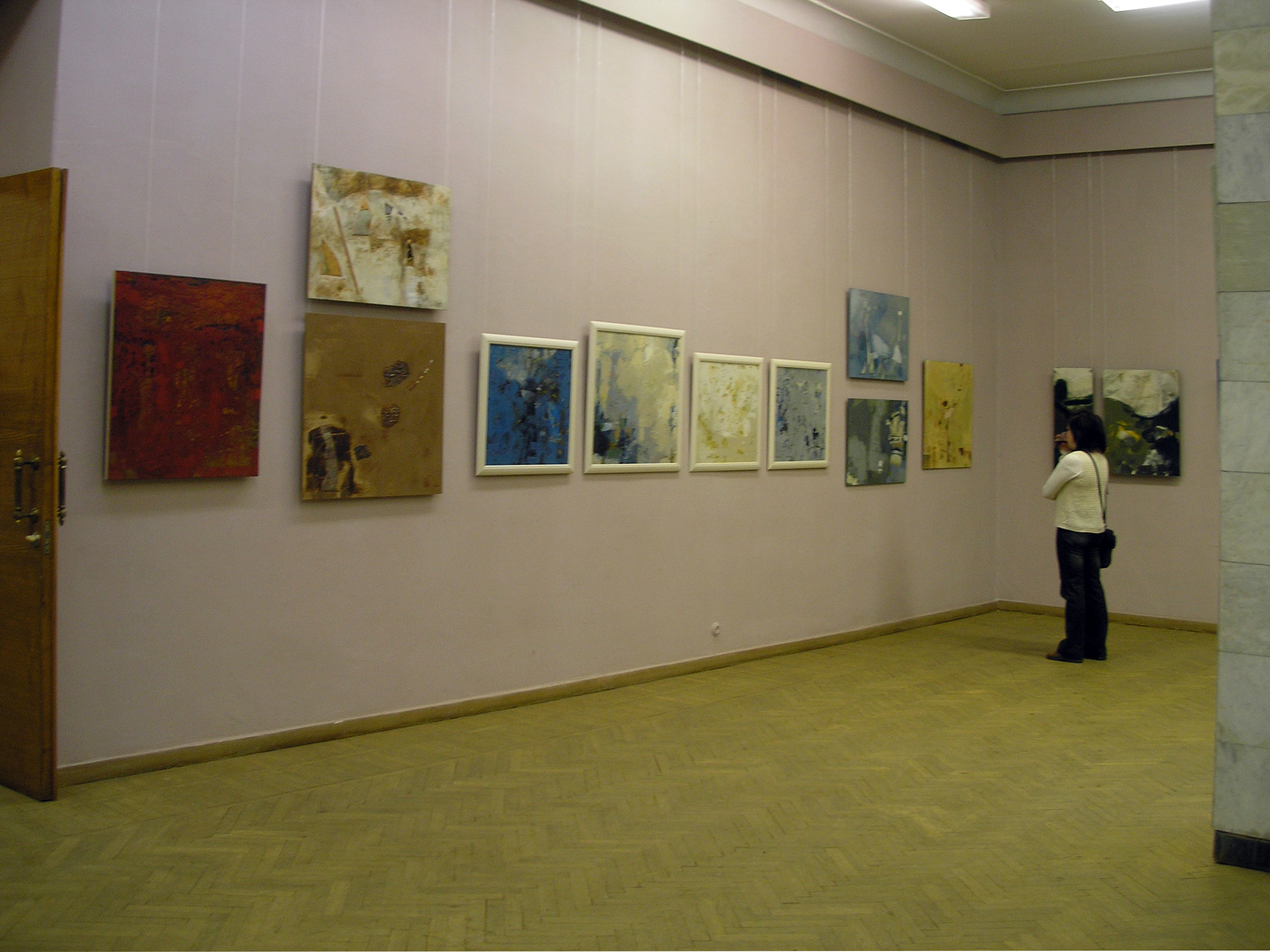
2005
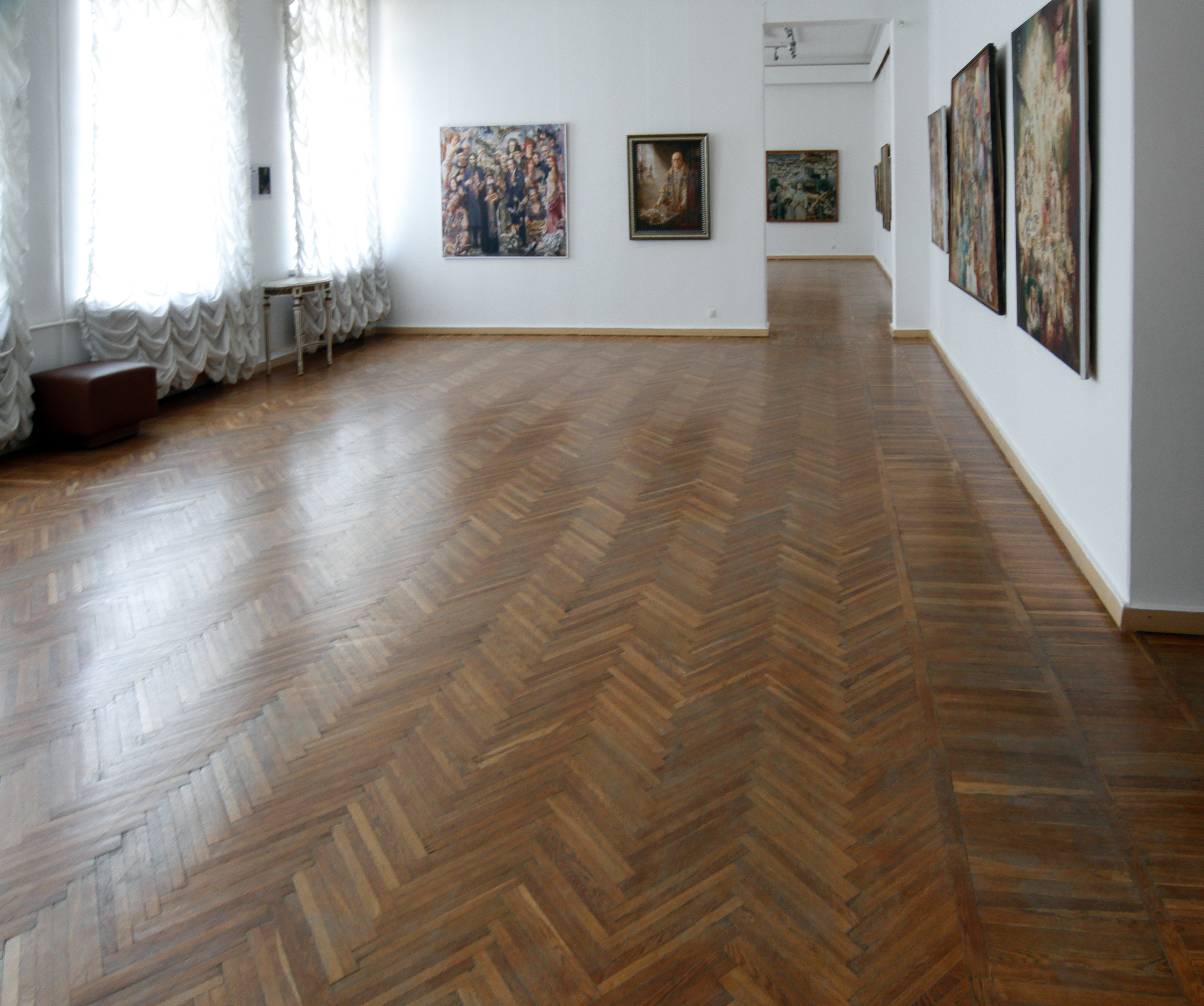
2019
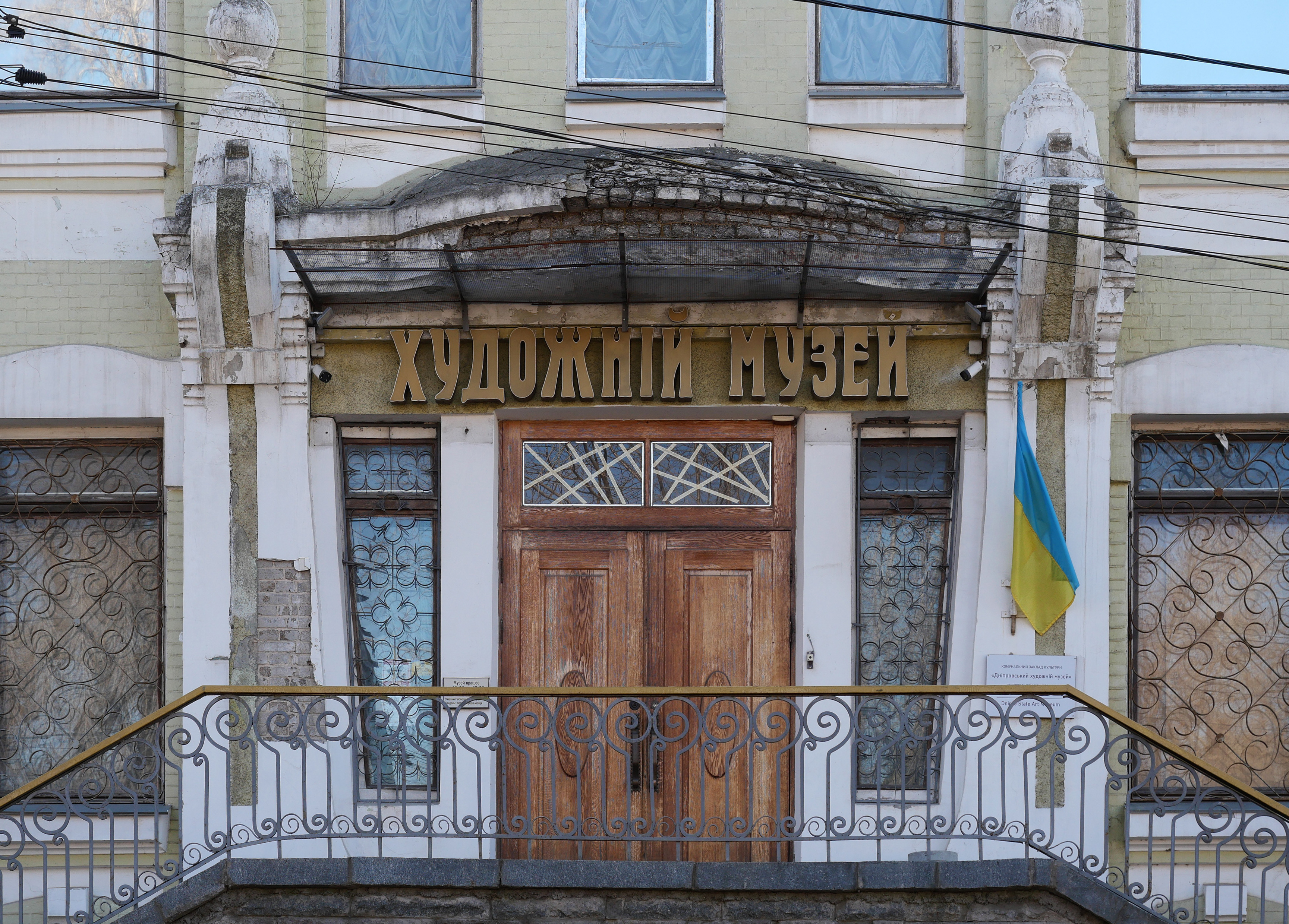
Головний вхід, 2023
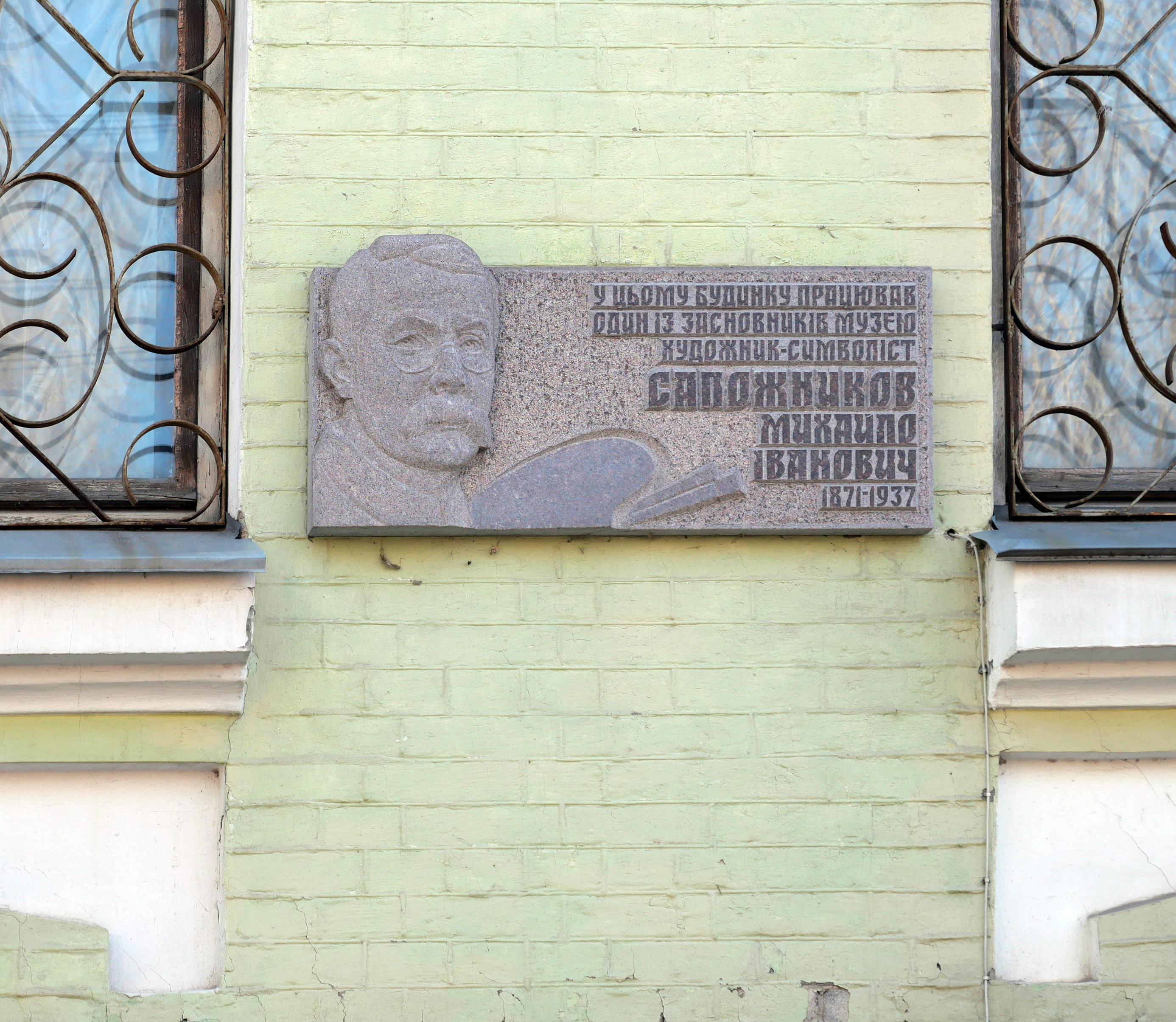
Меморіальна дошка М. Сапожникову на головному фасаді, 2023